# Phomopsis longiparaphysata
Phomopsis longiparaphysata är en svampart som beskrevs av Uecker & K.C. Kuo 1992. Phomopsis longiparaphysata ingår i släktet Phomopsis och familjen Diaporthaceae.   Inga underarter finns listade i Catalogue of Life.